# Вильконталь-сюр-Аррос
Вильконта́ль-сюр-Арро́с (фр. Villecomtal-sur-Arros) — коммуна во Франции, находится в регионе Юг — Пиренеи. Департамент — Жер. Входит в состав кантона Мьелан. Округ коммуны — Миранд.
Код INSEE коммуны — 32464.

## География

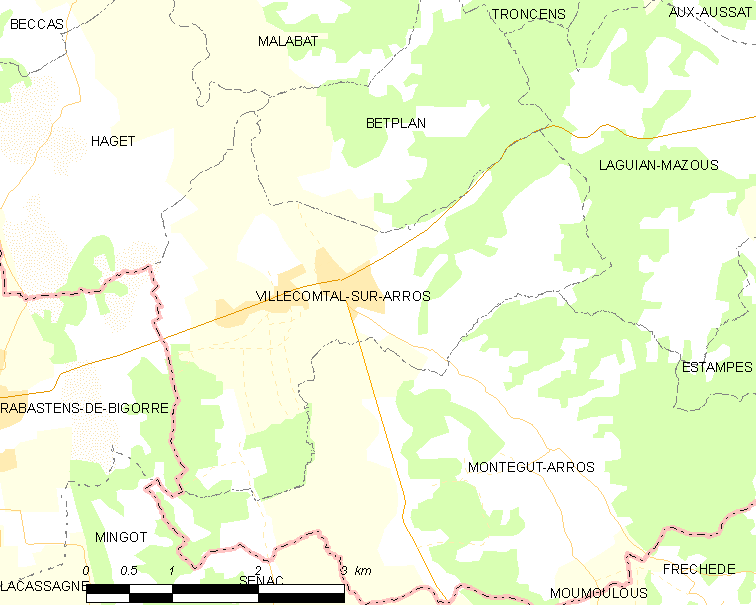
Карта коммуны

Коммуна расположена приблизительно в 630 км к югу от Парижа, в 105 км западнее Тулузы, в 45 км к юго-западу от Оша.
На востоке коммуны протекает река Аррос.

## Климат
Климат умеренно-океанический. Лето жаркое и немного дождливое, температура часто превышает 35 °С. Зимой часто бывает отрицательная температура и ночные заморозки. Годовое количество осадков — 700—900 мм.

## Население
Население коммуны на 2010 год составляло 847 человек.
| 1962 | 1968 | 1975 | 1982 | 1990 | 1999 | 2010 |
| ---- | ---- | ---- | ---- | ---- | ---- | ---- |
| 553  | 572  | 642  | 671  | 773  | 744  | 847  |

## Администрация
| Период | Период | Фамилия    | Партия                  | Примечания |
| ------ | ------ | ---------- | ----------------------- | ---------- |
| 2001   | 2020   | Андре Дано | Социалистическая партия |            |

## Экономика
В 2010 году среди 507 человек трудоспособного возраста (15-64 лет) 363 были экономически активными, 144 — неактивными (показатель активности — 71,6 %, в 1999 году было 73,7 %). Из 363 активных жителей работали 312 человек (158 мужчин и 154 женщины), безработных было 51 (21 мужчина и 30 женщин). Среди 144 неактивных 38 человек были учениками или студентами, 79 — пенсионерами, 27 были неактивными по другим причинам.

## Достопримечательности
- Церковь Св. Иакова (XIV век)
- Замок Беплан

## Фотогалерея

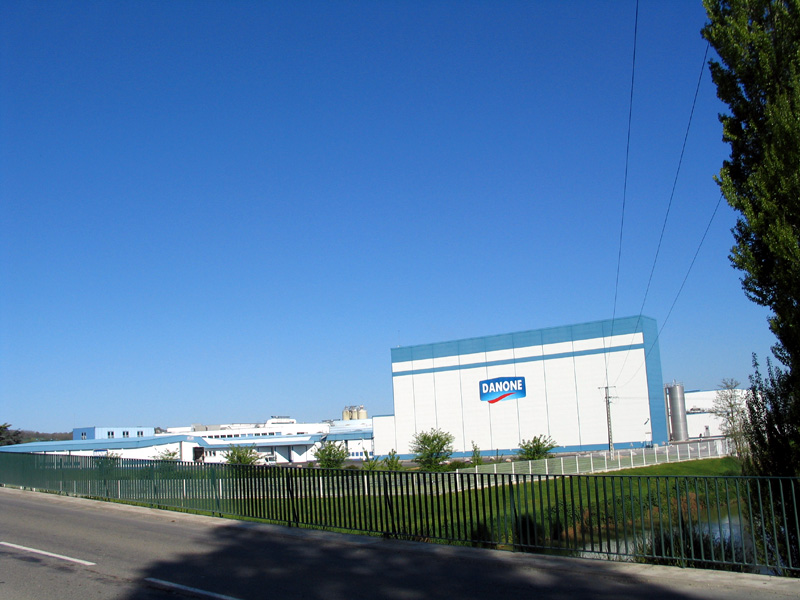
Фабрика Danone
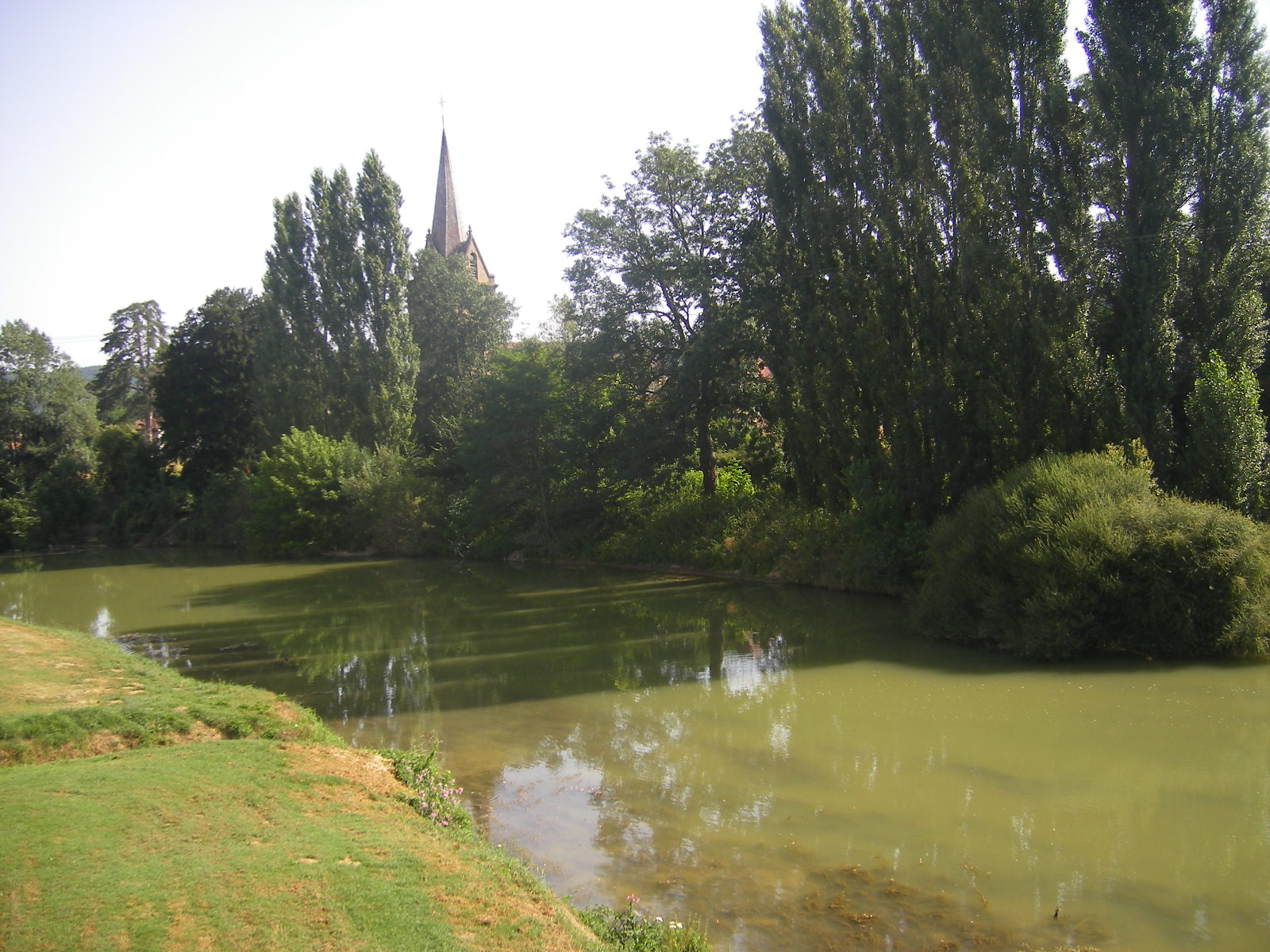
Река Аррос
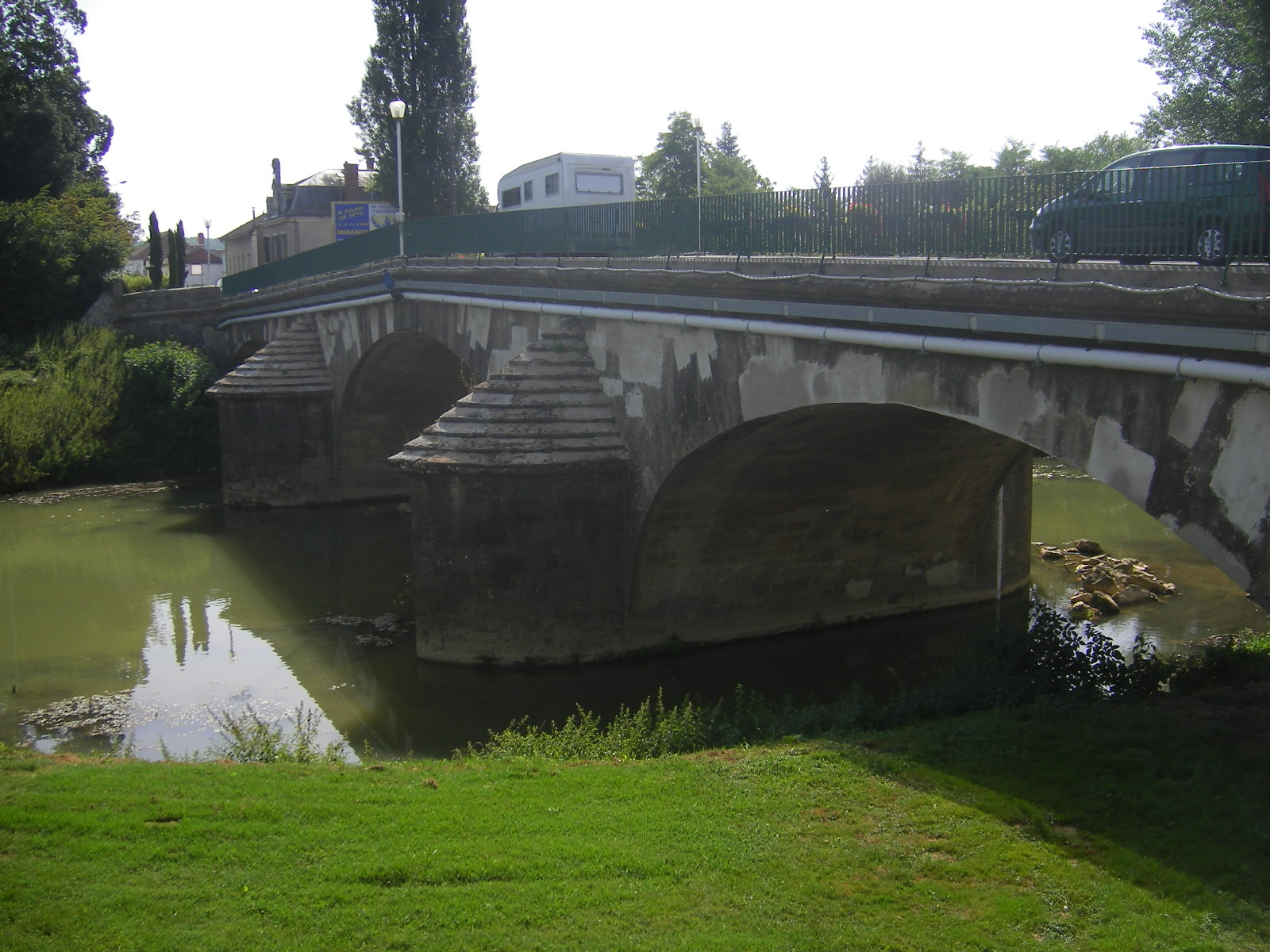
Мост через реку Аррос